# Підліски (Луцький район)
Підлі́ски — село в Україні, у Луцькому районі Волинської області. Входить до складу Копачівської сільської громади. Населення становить 16 осіб.

## Географія
Село розташоване на лівому березі річки Стир.

## Історія
У 1906 році колонія Торчинської волості Луцького повіту Волинської губернії. Відстань від повітового міста 15 верст, від волості 21. Дворів 15, мешканців 60.

## Населення
Згідно з переписом УРСР 1989 року чисельність наявного населення села становила 30 осіб, з яких 16 чоловіків та 14 жінок.
За переписом населення України 2001 року в селі мешкало 16 осіб. 100 % населення вказало своєю рідною мовою українську мову.